# Ayo Edebiri
Ayo Edebiri (Boston, 3 de outubro de 1995) é uma atriz e comediante norte-americana. Ela apareceu no Up Next do Comedy Central e é co-apresentadora do podcast Iconography com Olivia Craighead. Edebiri é mais conhecida por dar voz a Missy em Big Mouth (2020-presente) e por seus papéis em The Bear (2022-presente) e Abbott Elementary (2023-presente), que ela indicou como melhor atriz de televisão no 81º Prémios Globo de Ouro.
Em 2023, Edebiri estrelou os filmes Theater Camp, The Sweet East e Bottoms, e também dublou papéis em Homem-Aranha: Através do Aranhaverso e Teenage Mutant Ninja Turtles: Mutant Mayhem. Em 2024, ela dublou a Inveja em Divertida Mente 2.

## Biografia
Edebiri nasceu em Boston e foi criado em uma família religiosa pentecostalismo, sendo filha única de pais imigrantes. Sua mãe emigrou de Barbados e seu pai emigrou da Nigéria. Ela se interessou por comédia pela primeira vez nas aulas de teatro da oitava série, depois se juntou ao clube de improvisação da Boston Latin School.
Edebiri frequentou a Universidade de Nova Iorque, onde inicialmente pretendia estudar ensino antes de mudar para Redação Dramática. No primeiro ano da faculdade, ela começou a se preparar para seguir carreira na comédia e estagiou na Upright Citizens Brigade. Ela conheceu as futuras colaboradoras Rachel Sennott e Emma Seligman enquanto estudante.

## Vida pessoal
Edebiri fez campanha pelos Socialistas Democráticos da América. Ela se identifica como queer.

## Filmografia

### Cinema
| Ano  | Título                                      | Papel        | Notas |
| ---- | ------------------------------------------- | ------------ | ----- |
| 2020 | Shithouse                                   | Emily        |       |
| 2020 | Cicada                                      | Nikki        |       |
| 2021 | How It Ends                                 | Stand Up     |       |
| 2021 | As of Yet                                   | Khadijah     |       |
| 2022 | Hello, Goodbye, and Everything in Between   | Stella       |       |
| 2023 | Theater Camp                                | Janet        |       |
| 2023 | Bottoms                                     | Josie        |       |
| 2023 | The Sweet East                              | Molly        |       |
| 2023 | Homem-Aranha: Através do Aranhaverso        | Glory Grant  | Voz   |
| 2023 | Teenage Mutant Ninja Turtles: Mutant Mayhem | April O'Neil | Voz   |
| 2024 | Omni Loop                                   | Paula        |       |
| 2024 | Inside Out 2                                | Inveja       | Voz   |
| 2025 | Opus                                        | Ariel Ecton  |       |
| 2025 | Ella McCay                                  |              |       |
| TBA  | After the Hunt                              | Maggie       |       |

### Televisão
| Ano           | Título                                     | Papel                           | Notas                                                        |
| ------------- | ------------------------------------------ | ------------------------------- | ------------------------------------------------------------ |
| 2014          | Defectives                                 | Stacey                          | Episódio: "Public Display of Affection"                      |
| 2020–present  | Bigtop Burger                              | Frances (voz)                   | Elenco recorrente                                            |
| 2020–2025     | Big Mouth                                  | Missy Foreman-Greenwald (voice) | Elenco principal; também escritor e produtor consultor       |
| 2021          | Dickinson                                  | Hattie                          | 6 episódios; também redator da equipe                        |
| 2021          | The Premise                                | Eve Stone                       | Episódio: "Social Justice Sex Tape"                          |
| 2022          | Pause with Sam Jay                         | Party Guest                     | Episódio: "Eyes Wide Butt"                                   |
| 2022–presente | The Bear                                   | Sydney Adamu                    | Elenco principal, 35 episódios, dirigiu o episódio "Napkins" |
| 2022          | What We Do In the Shadows                  | —                               | Escritora e produtora consultora                             |
| 2023          | Abbott Elementary                          | Ayesha Teagues                  | Elenco recorrente                                            |
| 2023          | History of the World, Part II              | Japheth's Wife                  | Episódio: "III"                                              |
| 2023          | Mulligan                                   | General Scarpaccio/Jayson Moody | Elenco recorrente, também co-produtora                       |
| 2023          | Kiff                                       | Professor Totsy (voz)           | Episódio: "Kiff's Mix"                                       |
| 2023          | I Think You Should Leave with Tim Robinson | VR Shopping Spree Host          | Episódio: "I CAN DO WHATEVER I WANT."                        |
| 2023          | Black Mirror                               | Sandy                           | Episódio: "Joan Is Awful"                                    |
| 2023–2024     | Clone High                                 | Harriet Tubman (voz)            | Elenco recorrente                                            |
| 2024          | Saturday Night Live                        | Ela mesma                       | Episódio: "Ayo Edebiri/Jennifer Lopez"                       |
| 2024          | Tales of the Teenage Mutant Ninja Turtles  | April O'Neil                    | Voz; papel principal                                         |